# 포사체시아
포사체시아(이탈리아어: Fossacesia)는 이탈리아 아브루초주 키에티도에 있는 코무네이다.